# Sân vận động Sharjah (bóng đá)
Sân vận động Sharjah (tiếng Ả Rập: استاد الشارقة) là một sân vận động đa năng ở Sharjah, Các Tiểu vương quốc Ả Rập Thống nhất. Sân hiện đang được sử dụng chủ yếu cho các trận đấu bóng đá. Đây là sân nhà của Sharjah FC. Sân vận động có sức chứa 18.000 người.

## Cúp bóng đá châu Á 2019
Sân vận động Sharjah đã tổ chức 6 trận đấu của Cúp bóng đá châu Á 2019, bao gồm một trận đấu vòng 16 đội.

| Ngày                | Thời gian | Đội #1     | Kết quả | Đội #2            | Vòng        | Khán giả |
| ------------------- | --------- | ---------- | ------- | ----------------- | ----------- | -------- |
| 6 tháng 1 năm 2019  | 20:00     | Syria      | 0–0     | Palestine         | Bảng B      | 8.471    |
| 9 tháng 1 năm 2019  | 17:30     | Uzbekistan | 2–1     | Oman              | Bảng F      | 9.424    |
| 12 tháng 1 năm 2019 | 17:30     | Yemen      | 0–3     | Iraq              | Bảng D      | 9.757    |
| 14 tháng 1 năm 2019 | 20:00     | Ấn Độ      | 0–1     | Bahrain           | Bảng A      | 11.417   |
| 17 tháng 1 năm 2019 | 20:00     | Liban      | 4–1     | CHDCND Triều Tiên | Bảng E      | 4.332    |
| 21 tháng 1 năm 2019 | 15:00     | Nhật Bản   | 1–0     | Ả Rập Xê Út       | Vòng 16 đội | 6.832    |